# Sean Van Raepenbusch
Sean Van Raepenbusch,  né le 15 février 1956 à Bujumbura (Burundi) est licencié en droit (ULB, 1979), licencié spécial en droit international (Bruxelles, 1980) et docteur en droit (1989). Il est juge de 2005 à 2016 et président de 2011 à 2016 du tribunal de la fonction publique de l'Union européenne.

## Biographie
Van Raepenbusch est d'abord responsable du service juridique de la SA du canal et des installations maritimes de Bruxelles (1979-1984); il est fonctionnaire à la Commission des Communautés européennes, successivement à la DG affaires sociales (1984-1988) puis au service juridique (1988-1994) et enfin référendaire à la Cour de justice des Communautés européennes (1994-2005). 
Il est chargé de cours :
- droit social international et européen au centre universitaire de Charleroi (1989-1991),
- droit européen à l'université de Mons-Hainaut (1991-1997),
- droit de la fonction publique européenne (1989-1991), droit institutionnel de l'Union européenne (1995-2005) et droit social européen (2004-2005) à l'ULg,
- droit institutionnel de l'Union européenne (depuis 2006), à l'ULB.

Il publie de nombreux ouvrages en matière de droit social européen et de droit institutionnel de l'Union européenne.